# Moniga del Garda
Moniga del Garda is een gemeente in de Italiaanse provincie Brescia (regio Lombardije) en telt 1971 inwoners (31-12-2004). De oppervlakte bedraagt 9,4 km², de bevolkingsdichtheid is 189 inwoners per km².

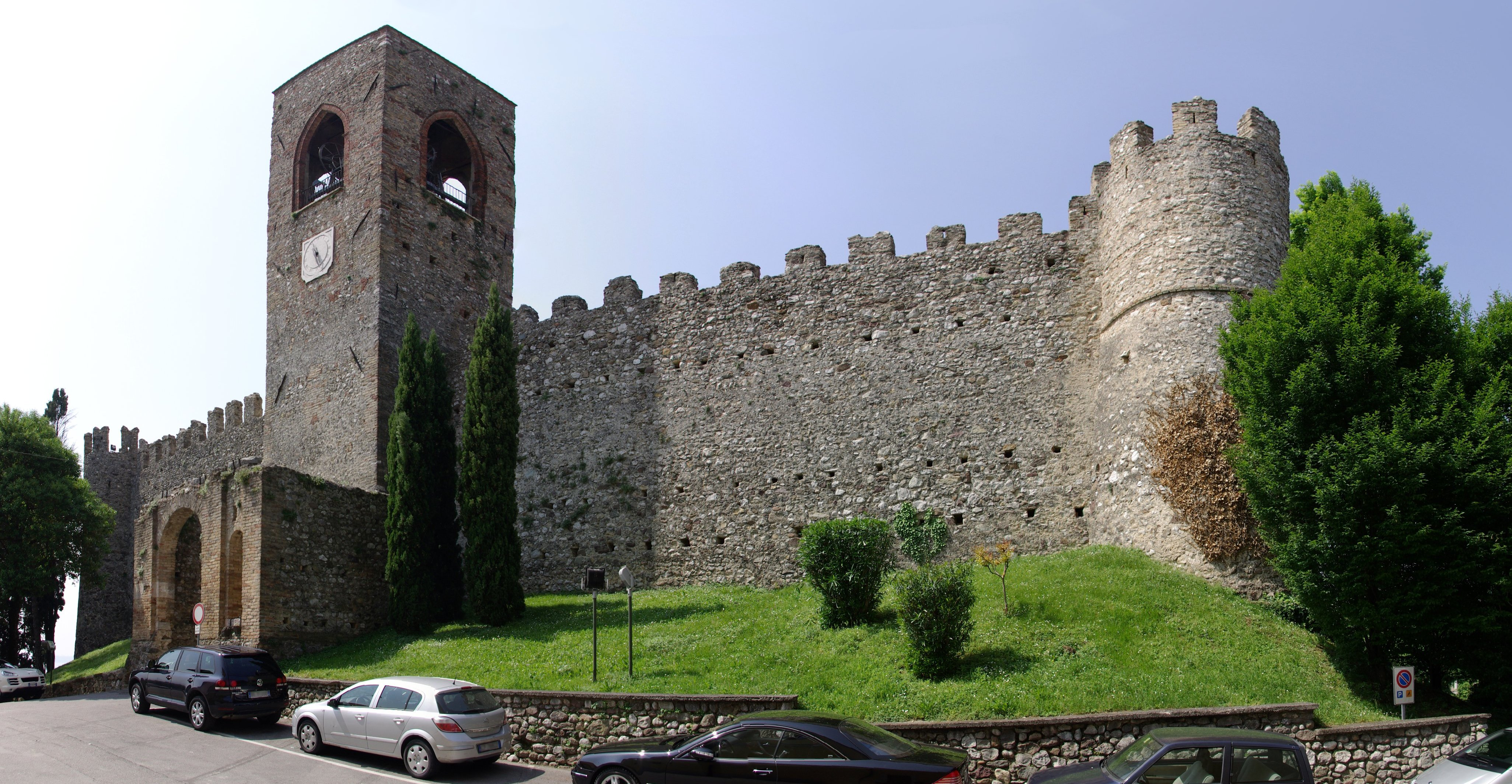
Kasteel van Moniga del Garda
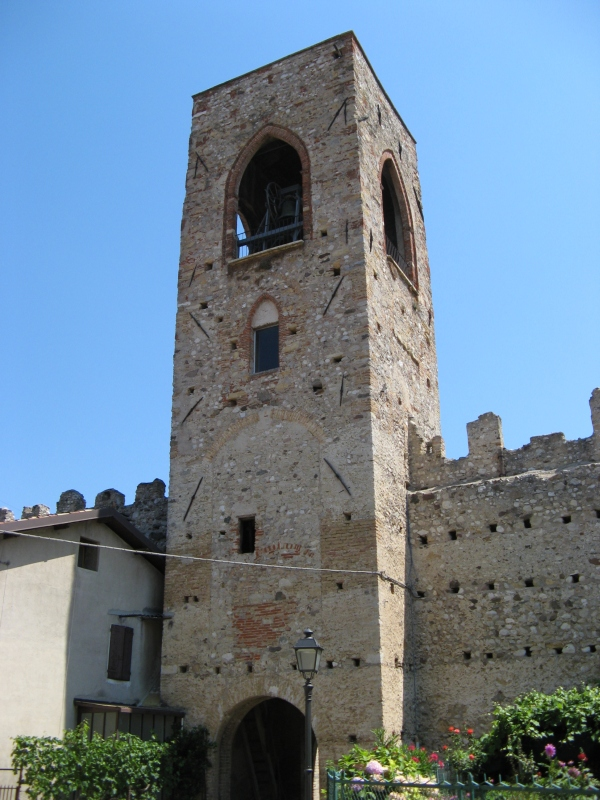

## Demografie
Moniga del Garda telt ongeveer 938 huishoudens. Het aantal inwoners steeg in de periode 1991-2001 met 22,4% volgens cijfers uit de tienjaarlijkse volkstellingen van ISTAT.
| Jaar | Inwoneraantal |
| ---- | ------------- |
| 1991 | 1390          |
| 2001 | 1702          |

## Geografie
Moniga del Garda grenst aan de volgende gemeenten: Bardolino (VR), Manerba del Garda, Padenghe sul Garda, Soiano del Lago.